# Station Skødstrup
Station Skødstrup is een spoorweghalte in Skødstrup in de Deense gemeente Aarhus. De halte ligt aan de lijn Aarhus - Grenaa. 